# Петропавлівка (Доманівська селищна громада)
Петропáвлівка (до 2016 року — Фру́нзе) — село в Україні, у Вознесенському районі Миколаївської області. Населення становить 781 особу. Входить до складу Доманівської селищної громади.
19 травня 2016 року село було перейменовано, згідно з законом про декомунізацію, постановою Верховної Ради України на Петропавлівку.
Петропавлівка розташована за 7 км від центру громади. Вулиці села довгі та йдуть паралельно траси Доманівка-Врадіївка. Селище та транспортну артерію розділяють водойми з вербами навколо. Будівлі торгового центру, школи й вчительського дому – двоповерхові. Архітектурною пам’яткою села є, збудований у 1902 році, панський маєток з камінами, розписними стелею і стінами. Довгий час зала будівлі використовувалася містянами як будинок дозвілля. Наразі тут розташована церква Святих Апостолів Петра і Павла.

## Населення

### Мова
Розподіл населення за рідною мовою за даними перепису 2001 року:
| Мова       | Кількість | Відсоток |
| ---------- | --------- | -------- |
| українська | 755       | 96.67%   |
| російська  | 13        | 1.66%    |
| румунська  | 12        | 1.54%    |
| болгарська | 1         | 0.13%    |
| Усього     | 781       | 100%     |

## Історія
На час заснування селища тут знаходилася центральна садиба господарства, за якою було закріплено понад 6 тис. га сільськогосподарських угідь. Селяни жили в землянках, тому влітку село нагадувало скандинавські поселення з чисельними жилими пагорбами, розкиданими вздовж головного шляху. Маєток пана Альберте Фаатца (німця за походженням), який здебільшого мешкав в Одесі, є історичним пам’ятником селища. У ті давні часи ключницею у господаря працювала Лукерія Стриженко, а економкою з 17 років – Олена Штефанюк. На місці сучасної школи тоді знаходилася «чорна кухня», над ставком – пташня. «Біла кухня» була розташована в самому маєтку (в частині бухгалтерії). Старожили розповідали, що пан карав селян за найменшу провину (наприклад, за зламану драбину), проте, аби люди не йшли в найми у сусіднє Заблоцьке (нині Царедарівка), прощав та, навіть, приплачував винуватцям. За спогадами кухарки сім’ї Теклі Ковальчук, годував пан своїх найманців загалом галушками. А на щорічне храмове свято Дмитра, їй доводилося випікати хлібу на 500 душ. До маєтку в цей день завжди запрошувалися шляхетні сусіди із Заблоцького. У господарстві пана були тисячі свиней, тому працювалося важко. Кріпаки займалися й вирощуванням пшениці. Віддані та проворні селяни отримували за роботу по 20-30 копійок на день. Ганна Калиновська, яка виховувала панських дітей, водила малечу на прогулянку у відомий на весь край Лясковецький сад. Нянька завжди вирізнялася поміж селян вишуканим вбранням, яке перепадало їй від господарів. Будівлю завжди прикрашали сосни. Кожен селянин прагнув посадити хоч одну, адже понад століття тому за прийняте дерево пан Фаатц платив аж 5 копійок. Чималі гроші. Хвоя росте тут понині.
Про панський дім в селі існує легенда. Ніби колись панська дочка усім серцем покохала селянського парубка, проте батько нізащо не хотів видавати доньку за бідняка, вважаючи такий вчинок ганьбою для заможної сім’ї. Аби покінчити з сердешними муками, панночка вирішила вкоротити собі віку, повісившись на горищі садиби. Відтоді, коли частина маєтку перетворилася на будинок дозвілля, ходили чутки, що після танців в залі чутно цокіт підборів чи падіння крісел. Подейкували, що то дівчина-панянка відвідує дім, аби згадати втрачене кохання.

## Радянські часи
У 1929 році, коли розпочалася колективізація, на цьому місці був організований радгосп на Копах. У 1932 році на карті УРСР з’явилося Фрунзе. Першим директором радгоспу став Рябов І.С. Селище славилося розведенням свиней (12 тис.). М’ясний товар возили продавати у Вінницю, Полтаву. Конюху та свинареві Василю Ковальчуку довелося представляти досягнення радгоспу на сільськогосподарській виставці в Москві у 1937 році. Особливо чистим та розвиненим село було за часів керування Плохотнюка І.С. В цей період поряд з адміністративними будівлями з’явилися квітучі алеї, а біля школи функціонував фонтан. Освіта займала особливе місце в житті мешканців.

## Незалежна Україна. Переламний період
За часів незалежної України керівниками господарства були В.Волошин, А.Бацеля, В.Мальований, Г.Задорожній, В.Матусаренко.
- Задорожній Григорій Володимирович (23 серпня 1956, Кузнецове, УРСР - 8 листопада 2002, Миколаїв, Україна) – інженер-будівельник, випускник Одеського будівельного інституту, директор колгоспу Фрунзе, керівник управління ПТК Миколаївського Облавтодору. У 80-х рр. ХХ ст. виступив інженером проектувальником більшості будинків по вул. Торгова та низки помешкань по вул. Степова (с. Фрунзе) й будівель другого відділення радгоспу (с. Олександродар). За його проектами та під безпосереднім керівництвом у радгоспі були побудовані громадська лазня з басейном, громадська бібліотека, частина якої наразі використовується під дитячий садочок, шкільний спортивний комплекс, збудований на плавучих ґрунтах. Спортзал відповідав сучасним вимогам для проведення змагань і тренувань дітей та підлітків. Саме за його ініціативою головні транспортні артерії місцевості були вкриті асфальтним покриттям, що виносило селище на новий рівень розвитку. Інженер провів матеріально-технічну підготовку та розробив детальний план газифікації села, яку у кризові часи так і не вдалося реалізувати. У сусідньому с.Кузнецове (Карла-Маркса) за його проектом та керуванням за радянських часів було побудовано дитячий садок з локальними водопровідною й каналізаційною системами. На посаді директора Фрунзе на межі тисячоліть Задорожній Г.В. проявив себе справжнім реформатором. В період занепаду сіл за відносно короткий період йому вдалося провести комп’ютеризацію адміністративного відділу та бухгалтерії. Після затяжної кризи відновили роботу тваринницькі ферми (свиней та ВРХ), було засаджено плантацію винних сортів винограду, аґрусу, смородини. Відновилася робота на занедбаних ланах, з новою силою запрацювала сільська столова. Незважаючи на утиски злочинних угрупувань, які процвітали у 90-ті рр., йому вдалося зберегти та навіть підвищити рівень врожайності села, суттєво знизити рівень безробіття.

## Сучасність
В. о. старости сіл Петропавлівки, Олександродар і Сила є Білов Сергій Дмитрович.
В селі, де мешкає майже вісім сотень жителів (у часи розквіту – приблизно 2 тис. мешканців), діють загальноосвітня школа (директор Кудіна Наталія Володимирівна), дитячий садочок (завідувачка Єрмоленко Наталія Василівна), відділення зв’язку, приватні магазини.
Освітнім центром села є школа, відкрита у 1956 році. Будівництво двоповерхового закладу, здебільшого силами учнів, тривало два роки. Спочатку семирічна, з 1975 року – середня та зрештою вона перетворилася на загальноосвітній заклад I-III ступенів.  Наразі це Петропавлівська філія І-ІІ ступенів Доманівського навчально-виховного комплексу. Серед випускників школи – високопрофесійні лікарі, педагоги, інженери, тваринники, робітники, відзначені орденами та медалями за доблесну працю. Орденом Леніна нагороджено бригадира свиноферми з 30-річним стажем Яцькова І.К.
Щороку на День Пам’яті учні школи урочисто вшановують захисників вітчизни біля пам’ятника Невідомому солдату, де було поховано незнайомого воїна, який помер тут від важких поранень. З настанням миру родичі відшукали загиблого та перенесли прах солдата на його батьківщину. На тому місці червоним кущем визріла шипшина, нагадуючи нащадкам про криваві роки війни.
Мешканці села завжди славилися своїми талантами, беручи активну участь у різноманітних конкурсах, фестивалях художньої самодіяльності. Наразі тут діють хореографічні та вокальні ансамблі «Червона калина», «Івограй» та «Калинонька». Місцеві майстрині організовують виставки вишиванок та інші заходи хенд-мейду.
Основними святами селища є новорічні, різдвяні гуляння та обжинки.
Свято села відмічають на день святих, славних і всехвальних первоверховних апостолів Петра і Павла – 12 липня.